# 宋文翊
宋文翊（朝鮮語: 송문익）は、高麗の文官であり、朝鮮氏族の瑞山宋氏の始祖である。中国京兆郡出身。
唐で戸部尚書を務めた宋柱殷の子孫の宋自英の息子である。
礪山宋氏の始祖の宋惟翊と恩津宋氏の始祖の宋惟翊は宋文翊の兄である。
宋文翊は、高麗忠烈王代に瑞山君に封じられた。